# Rêves (jeu de rôle)
Pour les articles homonymes, voir Rêves.
Rêves — acronyme signifiant « Règles élémentaires à variation d'environnement scénaristique », anciennement « Règles évolutives » — est un jeu de rôle générique créé par la Fédération française de jeux de rôle (FFJdR) afin de faire la promotion de cette activité.
Ce jeu fait partie d'un kit pour débuter. 
Huit univers ont actuellement été développés pour ce jeu :
- École de Magie
- Aventures Paranormales
- Far West
- Légendes médiévales
- Pirates et vaudou, le monde de la piraterie romancé du XVIIe siècle
- science-fiction
- Super héros
- Village Gaulois, tiré des bandes dessinés asterix

Ce jeu est destiné aux personnes n'ayant eu aucun contact avec le jeu de rôle jusqu'à présent et désirant en connaître un peu plus. 
Très simple d'approche, les personnages sont décrits très succinctement. La fiche de personnages se compose du nom, du métier et de caractéristiques. Celle-ci ne sont pas chiffrées mais estimées en ces termes : faible, moyen, bonne, excellente.
Ce kit comprend également les règles BaSIC (c’est une version simplifiée du Basic Role-Playing, les règles de la société d’édition Chaosium : L'Appel de Cthulhu, Stormbringer, Hawkmoon, RuneQuest, …) et enfin le Manuel pratique du jeu de rôle, numéro hors série Casus Belli n°25.